# 원빈 (2002년)
원빈 (본명: 박원빈, 본명 한국 한자: 朴元彬, 2002년 3월 2일 ~ ) 은 대한민국 서울에서 태어난 가수로 현재 SM 엔터테인먼트 소속 보이 그룹 라이즈의 멤버이다.

## 어린 시절
2002년 3월 2일 대한민국 서울특별시 성북구에서 태어나 울산광역시에서 자랐다.
중학교 시절 육상 선수로 활동했다. 2019년 인스타그램 DM을 통해 SM 엔터테인먼트에 발탁되어 오디션에서 폴 킴의 '초록빛'을 불러 오디션에 합격해 연습생 생활을 시작했다.

## 경력

### 라이즈
2023년 7월 30일, SM엔터테인먼트는 라이즈 멤버들의 사진을 인스타그램에 공개하며 데뷔를 알렸다.
8월 6일, SM엔터테인먼트는 싱글 "Siren"의 퍼포먼스 비디오를 공개했다. 8월 20일, KCON LA에서 선공개곡 "Memories"와 "Siren"을 처음으로 선보이며 첫 솔로 무대를 선보였다.
9월 4일 싱글 "Get A Guitar"로 공식 데뷔, 그룹의 콘셉트 리더가 되었다.